# Santo Domingo de Silos (Burgos)

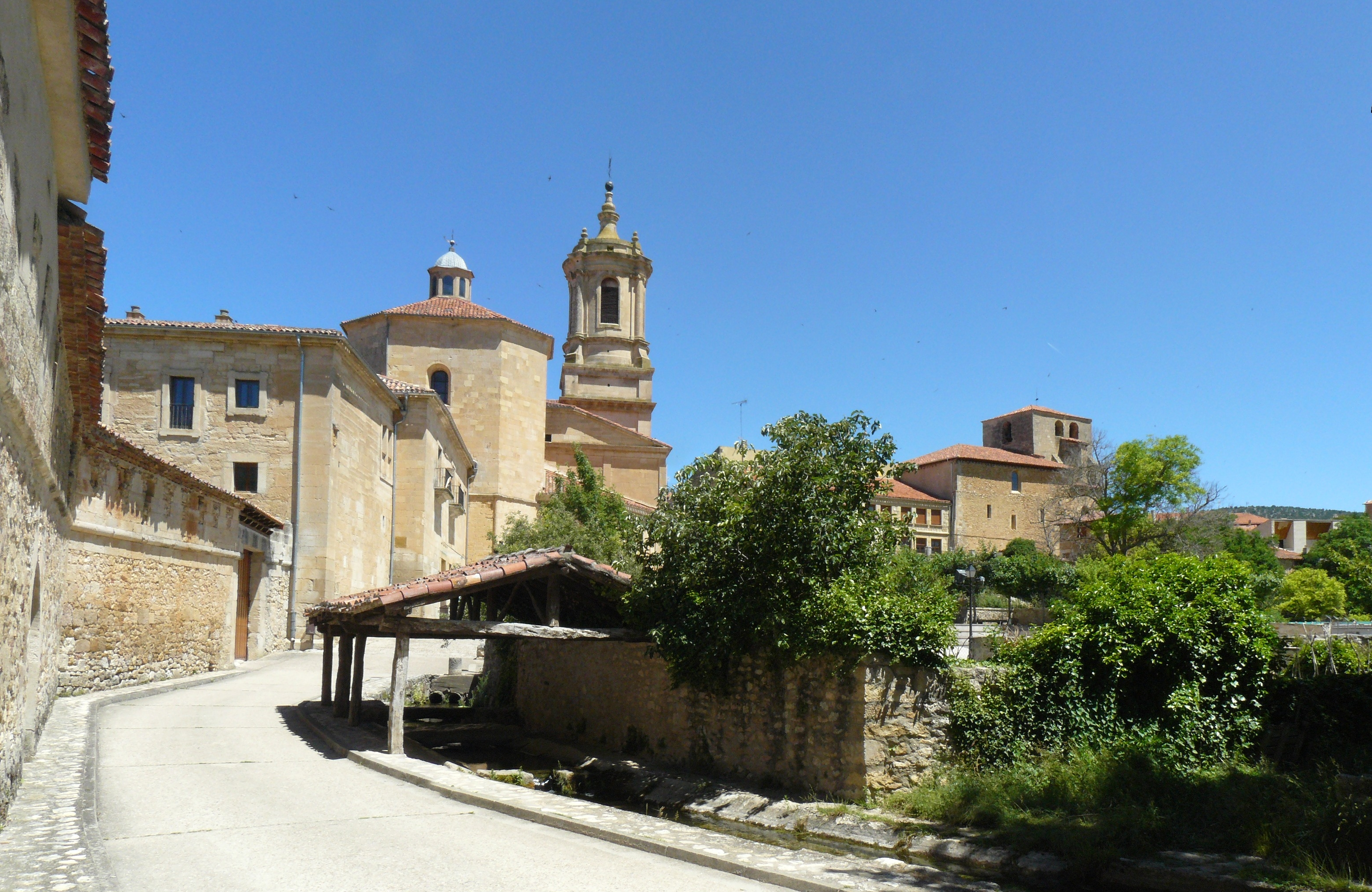
Santo Domingo de Silos, links die Klosterkirche und rechts die Pfarrkirche; im Vordergrund ein überdachter Waschplatz (lavadero) und eine Viehtränke (abrevadero)

Santo Domingo de Silos ist ein Ort und eine aus dem Hauptort und drei Weilern (pedanías) bestehende Gemeinde (municipio) mit 247 Einwohnern (Stand: 2024) in der Provinz Burgos in der Autonomen Gemeinschaft Kastilien-León. Der Ort liegt am Camino del Cid und an der Ruta de la Lana, einer von Alicante bzw. Valencia nach Burgos führenden Nebenstrecke des Jakobswegs und ist vor allem durch sein gleichnamiges romanisches Kloster bekannt geworden; er ist als Kulturgut (Bien de Interés Cultural) in der Kategorie Conjunto histórico-artístico anerkannt. Zusammen mit den Gemeinden Lerma und Covarrubias bildet Santo Domingo de Silos das sogenannte „Dreieck von Arlanza“ (Triángulo de Arlanza).

## Lage und Klima
Santo Domingo de Silos liegt am Río Mataviejas in einer abgelegenen Berglandschaft nahe der Yecla-Schlucht in einer Höhe von etwa 1000 m. Die Entfernung nach Burgos beträgt knapp 60 km (Fahrtstrecke) in Richtung Norden; nach Madrid sind es etwa 210 km in südlicher Richtung. Das Klima ist gemäßigt bis warm; Regen (ca. 540 mm/Jahr) fällt übers Jahr verteilt.

## Bevölkerungsentwicklung
| Jahr      | 1857 | 1900 | 1950 | 2000 | 2017 |
| Einwohner | 1154 | 1221 | 1020 | 316  | 282  |

Die Mechanisierung der Landwirtschaft und die Aufgabe bäuerlicher Kleinbetriebe haben in der zweiten Hälfte des 20. Jahrhunderts zu einem Verlust an Arbeitsplätzen geführt und eine Landflucht ausgelöst. Die Gemeinde gehört heute zur bevölkerungsarmen Serranía Celtibérica.

## Wirtschaft
Wirtschaftliche Grundlage der Ortsentwicklung war das – in nur geringer Entfernung vom spanischen Jakobsweg befindliche – mittelalterliche Benediktiner-Kloster. In den ersten Jahren des Bestehens arbeiteten die Mönche getreu dem Grundsatz ora et labora noch weitgehend selbst, doch im Laufe der Zeit verrichteten abhängige Bauern und Handwerker in zunehmendem Maße die notwendigen Arbeiten für die durch Pilgergaben und Stiftungen wohlhabend gewordene Abtei. Heute spielt der Tourismus die dominierende Rolle im Wirtschaftsleben des Ortes.

## Geschichte
Bereits in westgotischer Zeit gab es eine kleine klösterliche Gemeinschaft, die in den Jahren der islamischen Expansion unterging, dann aber im 10. Jahrhundert in der Zeit der Reconquista unter Fernán González wiederbelebt wurde. Ab der Mitte des 11. Jahrhunderts wurde der abgelegene Ort durch die Initiativen eines Mönchs (später Abtes) mit Namen Dominikus (span. Domingo) und reicher Stiftungen Ferdinands I. Schauplatz eines gewaltigen Kirchen- und Klosterneubaus, von dem jedoch nur noch der romanische Kreuzgang (claustro) erhalten ist; die heutige Kirche sowie die übrigen Klostergebäude entstammen dem 18. und 19. Jahrhundert und sind in einem neoklassischen Stil erbaut.

## Sehenswürdigkeiten

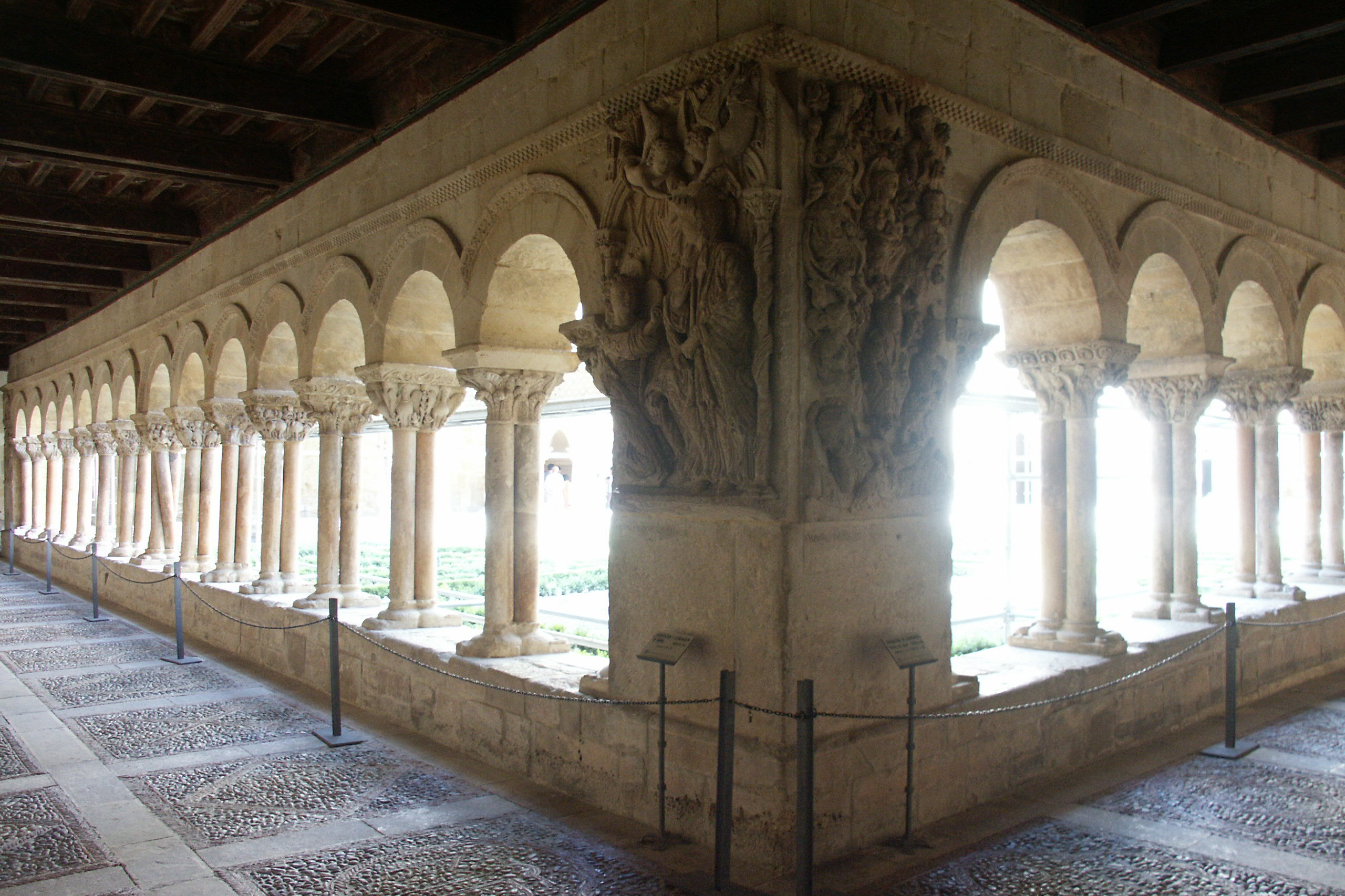
Kreuzgang des Klosters

- Im Mittelpunkt des Besucherinteresses steht der gegen Ende des 11. Jahrhunderts entstandene romanische Kreuzgang des mittelalterlichen Klosters mit seinem reichen und außergewöhnlichen Skulpturenschmuck. Eine Bildtafel an einem der vier Eckpfeiler zeigt Christus mit einer muschelgeschmückten Pilgertasche (d. h. als Jakobspilger) und begleitet von zwei Jüngern. Seine Beine sind überkreuzt, wodurch eine gewisse innere Spannung (Eile) angedeutet wird. Die Gewänder und Heiligenscheine der Figuren überschneiden teilweise den architektonischen Rahmen, wodurch der lebendige Eindruck der Szene noch unterstrichen wird.
- Weitgehend restauriert ist der zentrale Platz des Ortes (Plaza Mayor).

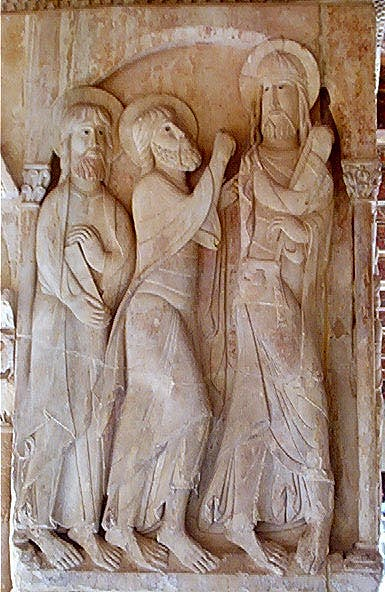
Christus und die beiden Emmausjünger

- Die Pfarrkirche des Ortes ist dem hl. Petrus (San Pedro) geweiht und enthält Teile aus dem 12. bis 17. Jahrhundert.
- Hübsch anzuschauen sind auch eine alte Steinbrücke über den Río Mataviejas, das dahinterliegende Stadttor und einige – leider arg ruinierte – kastilische Fachwerkhäuser.
- Am Ortsrand befindet sich ein überdachter Waschplatz (lavadero) mit angeschlossener Viehtränke (abrevadero).

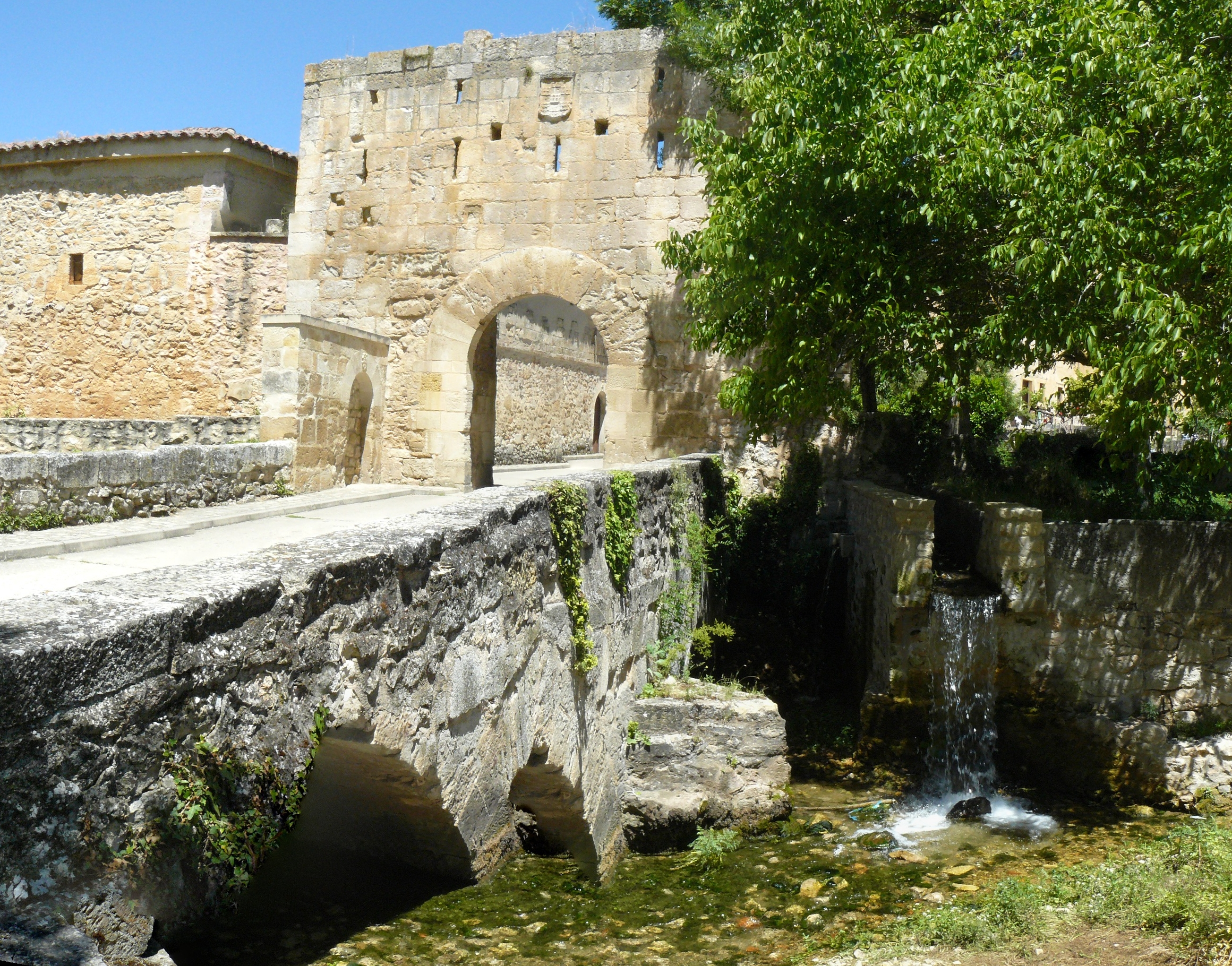
Brücke und Stadttor
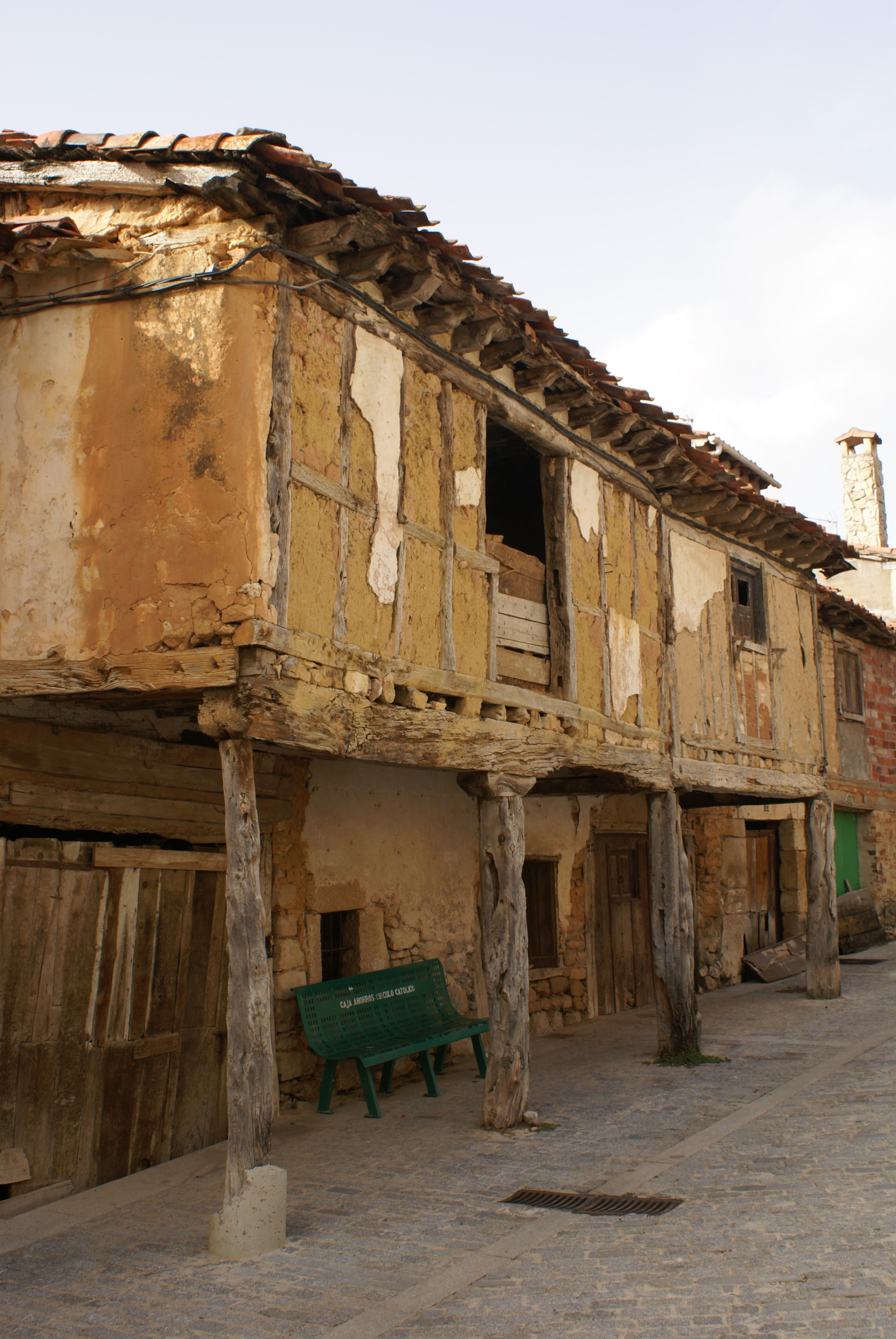
Fachwerkhäuser
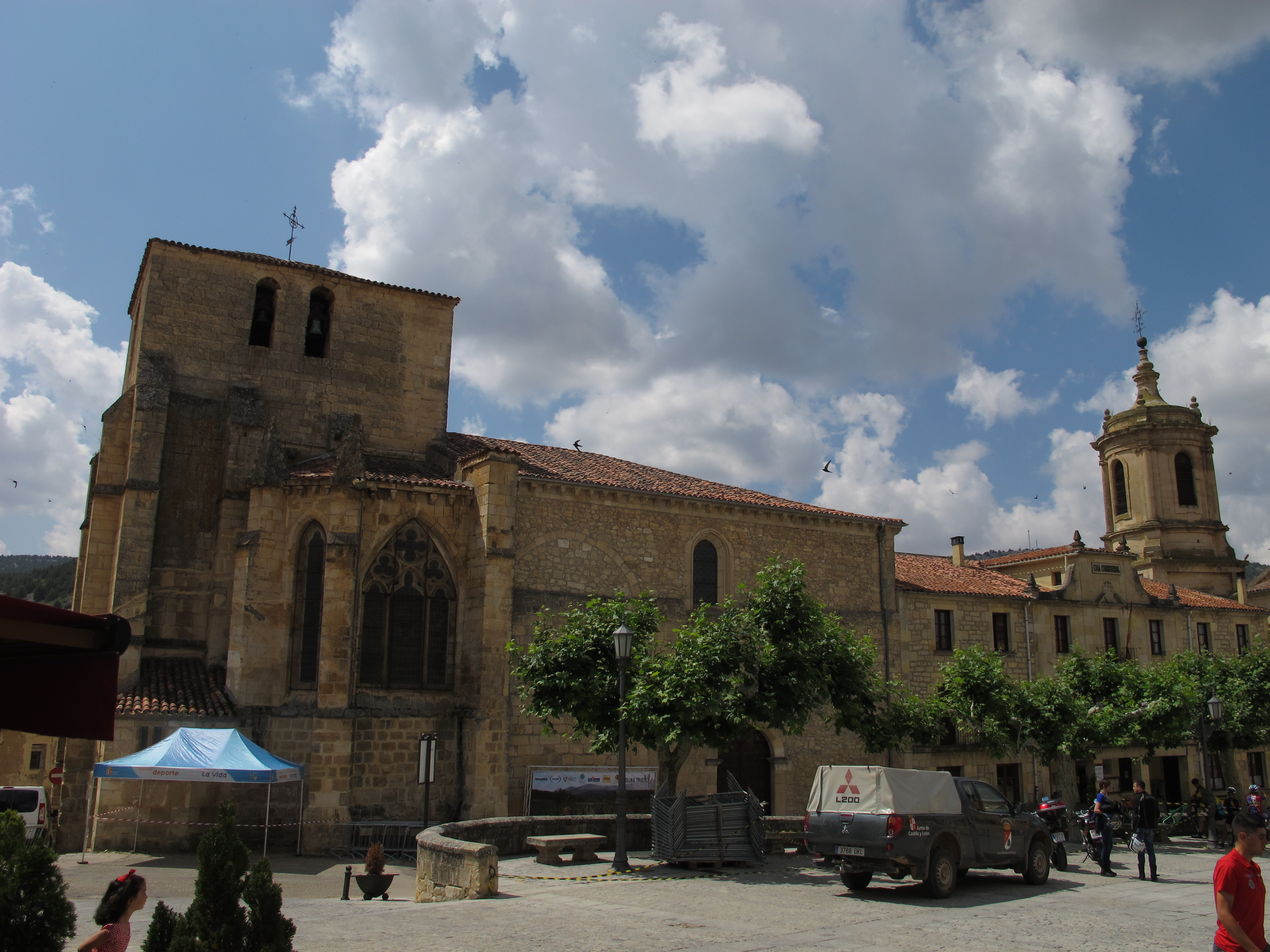
Pfarrkirche San Pedro am Marktplatz
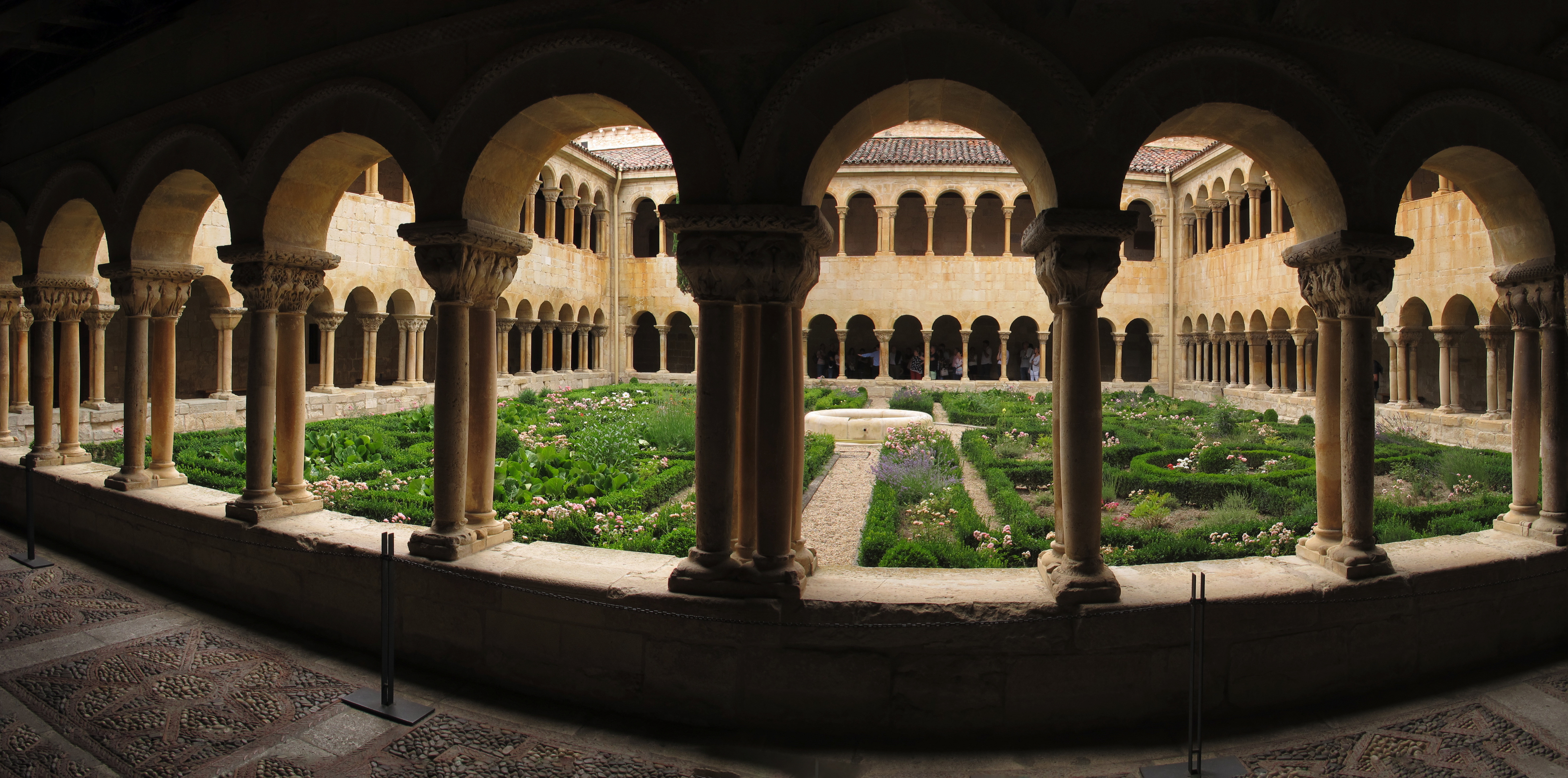
Kreuzgang als Panoramafoto

## Persönlichkeiten
- Antonio Pérez (1559–1637), Benediktiner, Theologe und Bischof